# 乌曼茨
乌曼茨是德国梅克伦堡-前波莫瑞州的一个市镇。总面积43.05平方公里，总人口603人，其中男性319人，女性284人（2011年12月31日），人口密度14人/平方公里。